# Ersatzteilversorgung
Ersatzteilversorgung ist eine fertigungstechnische und organisatorische Aufgabe, der sich Hersteller langlebiger Gebrauchsgüter und Investitionsgüter zu widmen haben. Ersatzteilversorgung findet bei kurzlebigen Gütern in der Regel nicht oder nur sehr eingeschränkt statt.
Die Sicherstellung der Ersatzteilversorgung ist im technischen Bereich eine Aufgabe der Unternehmensführung, die nicht unterschätzt werden darf. Ausfall- und Stillstandszeiten von Maschinen und Fertigungseinrichtungen durch nicht oder erst mit großer zeitlicher Verzögerung zu beschaffender Ersatzteile in der Produktion oder Montage von Unternehmen können den Unternehmenserfolg maßgeblich mit beeinflussen.
Im Normalfall wird erwartet, dass Ersatzteile etwa zehn Jahre lang nach Auslaufen der Produktion von Gebrauchsgütern im Handel erhältlich sind. Eine Ersatzteilversorgung wird nicht vorgesehen, wenn die technische Entwicklung erwarten lässt, dass vergleichbare Objekte in wesentlich höherer Leistungsfähigkeit zu gleichen oder geringeren Preisen künftig verfügbar sein werden. Beispiele hierfür sind Computer, Mikroprozessoren, und Speicherchips.
Eine Ersatzteilversorgung setzt voraus, Produktion zu organisieren, eine Lagerhaltung, und eine Distribution in diejenigen Verkaufsgebiete, in denen ein langlebiges Gut zum Einsatz kam. Die Ersatzteilversorgung kann ein hochrangiges Unternehmensinteresse sein, unter anderem wegen des hierin erzielbaren Umsatzwertes. Auch sind die Deckungsbeiträge normalerweise höher als beim Neugeschäft. Bei vielen Investitionsgütern sind die Hersteller gezwungen, zu extrem niedrigem Preis zu verkaufen. Dann gilt es mit einzubeziehen, in welchem Umfang möglicherweise aus dem Betrieb des Investitionsgutes langfristiger Ertrag an Ersatzteilen entstehen könnte, deren Preisgestaltung einen Verlust beim Neuverkauf möglicherweise weit überkompensieren könnte.
Da dieser Effekt jedoch nicht unbekannt auch unter Kunden ist, wird ihm auch entgegengesteuert, sei es über eine bereits beim Verkauf einzugehende Verpflichtung des Lieferanten zur künftigen Ersatzteillieferung anhand von festgesetzten Preislisten, oder sei es, indem Kunden auf die Entwicklung eines Zweitmarktes setzen, der eventuellen überbordenden Ertragserwartungen eines Herstellers einen Dämpfer schaffen kann (z. B. in der Automobilindustrie).

## Organisation
Das Ersatzteil-Geschäft kann in das Neugeschäft integriert sein oder als mehr oder minder eigenständige Einheit unternehmerisch betrieben und gerechnet werden, sei es als „Business Unit“, oder sei es als eigenständiges Unternehmen. Ein Beispiel wäre die Volkswagen Original Teile Logistik als Unternehmen, welches die Vernetzung der OTC steuert.
Mitunter trennen sich die Hersteller neuer Güter komplett von der Ersatzteilversorgung älterer Produkte und überlassen sowohl die Lagerbestände an Ersatzteilen für ältere Güter als auch die zur Anfertigung erforderlichen Informationen (Zeichnungen und Stücklisten) spezialisierten Firmen. Auch gibt es solchen Service von Firmen, die sich auf die Wartung und Reparatur teurer Maschinen und Anlagen untergegangener Hersteller spezialisiert haben (Beispiel: Werkzeugmaschinen).
Speziell im Investitionsgütermarketing kann eine funktionierende Ersatzteilversorgung mit kurzen Reaktionszeiten und einer durchdachten Ersatzteil-Logistik auch einen großen Beitrag zur Differenzierung vom Wettbewerb sein und so auch das Neugeschäft positiv beeinflussen.

## Investitionsgüter
Beim Verkauf langlebiger Investitionsgüter (z. B. im Anlagenbau) werden zumeist mit der neuen Anlage seitens der Kunden vom Anlagen-Anbieter gleich Listen zu erstellen eingefordert, und die gegebenenfalls zeitversetzte Lieferung der planbaren Ersatzteile (für Abnutzung) auf mehrere Jahre gleich mit dem Kauf mitvereinbart.
Bei Industrieanlagen stellen häufig die Lieferaufteilungen über Unterlieferanten ein Problem dar. Beispiel: ein Anlagenbau-Kunde wünscht eine große Mühle, als zweite Anlage neben der vor zehn Jahren gelieferten ersten Anlage zu errichten. Zusammen mit der neuen Anlage soll für beide Anlagen ein umfangreiches Ersatzteilpaket mitgeliefert werden. Mitunter sind die alten Elektromotore gar nicht mehr in gleicher Ausführung lieferbar. Oder der Hersteller der Getriebe ist außerstande, nach den alten Zeichnungen nochmal ein gleiches Getriebe zu bauen. Dann wird oftmals umkonstruiert, um sowohl die alte als auch die neue Anlage auf einen neueren und zueinander kompatiblen Stand zu bringen, denn der Kunde möchte (verständlicherweise) mit einem Satz Ersatzteilen gut ausgerüstet sein für einen eventuellen Ausfall sowohl der vorhandenen als auch der neuen Anlage.
Die häufig langen Lieferzeiten von Ersatzteilen führen dazu, dass Käufer von Sonderanlagen umfangreiche Ersatzteilpakete mit der Anlage einkaufen. Da diese die Investitionskosten erheblich erhöhen (ca. 5–10 % des Anlagenvolumens sind Ersatzteile) wird oft nach Versorgungskonzepten gesucht, die die schnelle Versorgung sicherstellen und die Kapitalbindung beim Betreiber niedrig halten. Hierzu gibt es unterschiedliche Konzepte. Konsignationslager eignen sich dazu nur bedingt, da eine Rücknahme der Teile für den Anlagenbauer auszuschließen ist (dedicated equipment). Wesentlich effektiver ist eine konzentrierte Festlegung der notwendigen zu bevorratenden Ersatzteile bei der Konstruktion und Montage. Im Wesentlichen geht es dabei um die Frage: Wie kann die Verfügbarkeit der Anlage (95–99 %) sichergestellt werden und welche Teile würden bei Ausfall diese erheblich beeinflussen (Risikoanalyse).

## Fahrzeugbau
Beim Kauf eines Automobils ist es planbar, dass Reifen, Kupplung, Bremsen, Auspuff verschleißen und dass Service-Produkte (wie Ölfilter) benötigt werden. Diese Kosten können sich je nach Fahrzeughersteller deutlich unterscheiden. Über einige Jahre des anfänglichen Markterfolges japanischer Fahrzeuge in Deutschland war z. B. zu beobachten, dass Ersatzteile, die nur vom Hersteller bezogen werden können (z. B. Karosserieteile oder Motorenkomponenten) mitunter das doppelte Preisniveau wie die deutschen Massenhersteller aufwiesen. Plausibel zu begründen versucht wurde das oft mit hohen Transportkosten. Die Fahrzeughersteller gehen heute in ihrer Organisation dahin, dass für den Service und die Ersatzteilhaltung sehr alter Fahrzeuge eigene Oldtimer-Units gegründet werden, mit teils dementsprechenden Preisen der Ersatzteil-Versorgung. 
Schwierig kann es mit der Ersatzteilversorgung werden für Komponenten, die „normalerweise“ nicht defekt werden, oder deren Vormaterialien lange schon nicht mehr produziert werden. Hier sei als Beispiel bei Fahrzeugen der Chrom genannt: Chromteile, vor allem der Innenausstattung, wie Zierleisten an den Türen, sind bei manchen alten Fahrzeugen nahezu nicht beschaffbar und werden teils zu ungeheuer hohen Preisen gehandelt. Ein anderes Beispiel sind Fertigungstechniken, die lange schon ausgestorben sind, wie die Anwendungen des Kadmierens, oder der Umgang mit mechanischen Einspritzpumpen. Das teuerste reguläre Ersatzteil könnte die Achtzylinder-Einspritzpumpe für einen Mercedes-Benz 600 der 1970er Jahre sein: 40.000 Euro. Mitunter werden dann Ersatzlösungen notwendig. Dort, wo früher kadmiert wurde, muss man dann verchromen.

## Regionale Unterschiede
Die Versorgung mit qualitativ hochwertigen Ersatzteilen für Fahrzeuge und andere technische Einrichtungen (z. B. Stromerzeugung) ist in den Ländern der Dritten Welt oftmals überaus schwierig, langwierig und teuer, da die Hersteller oft nicht über eine logistische Basis in den einzelnen Ländern verfügen und somit der Import über Drittländer erfolgen muss.

## Retrofit
Oftmals sind Defekte an alten Maschinen Auslöser für umfangreiche Umbauten auf einen teilweise modernisierten Stand. Beispiel: Bis etwa 1970 wurden Werkzeugmaschinen, wie Drehmaschinen, Fräsmaschinen oder Bohrwerke nur mit gegossenen Maschinengestellen gebaut. Das ist heutzutage zu teuer geworden. Wenn nun eine alte Maschine einen Getriebeschaden erleidet, so kann oftmals der alte Antrieb besser komplett abgebaut und durch einen modernen CNC-Antrieb mit elektronischer Steuerung ersetzt werden. Dann ist es zwar immer noch eine im Kern alte Maschine, aber mit möglicherweise sogar besseren Eigenschaften als neuere Maschinen, deren Gestelle Schweißkonstruktionen sind. Es gibt produzierende Unternehmen, die sich bewusst alte, preiswerte Maschinen kaufen, um sie beim Auftreten von ersten Defekten unter Beibehalt der alten Gestelle auf neue Technik umrüsten zu lassen, um so in den Besitz einer modernen, leistungsfähigen Maschine mit „alter“ Gusstechnik und deren Vorteilen zu kommen.
Ein anderer Auslöser für Retrofit ist oft, dass Ersatzteile für bestimmte Baugruppen nicht mehr lieferbar sind, besonders Teile der Steuerung.
Solche „Ersatzteilversorgung“ ist jedoch schon hoch spezialisiertes Engineering. Es handelt sich dann um eine Paketleistung aus Engineering, Neuteile-Lieferungen und Zusammenbau.